# Capitan America: Morte di un eroe
Capitan America: Morte di un eroe è una miniserie a fumetti di cinque numeri della Marvel Comics, scritta da Jeph Loeb, che descrive il modo in cui alcuni supereroi  reagiscono al lutto per la morte di Capitan America avvenuta dopo la Civil War.
I cinque capitoli, ognuno dei quali rappresenta una delle cinque fasi dell'elaborazione del lutto di Elisabeth Kübler Ross, sono disegnati da un artista differente (Leinil Yu, Ed McGuinness, John Romita Jr., David Finch e John Cassaday), e si incentrano su uno o più eroi.

## Sinossi della storia

### Capitolo I: Rifiuto
Wolverine, per nulla persuaso della morte di Capitan America e convinto che sotto ci sia qualche trucco di Stark, contatta il Soldato d'Inverno, Bucky Barnes, per farsi accompagnare in una vecchia base dello S.H.I.E.L.D., in un sotterraneo abbandonato di un barbiere per saperne di più. Barnes però rifiuta: era presente quando spararono a Steve, e non intende presenziare all'identificazione del cadavere del suo migliore amico.
Logan rintraccia dunque Devil a Hell's Kitchen, chiedendo il suo aiuto; i due, protetti da un incantesimo del Dottor Strange (che li rende invisibili a tutti) salgono a bordo della base di Stark, dove trovano Crossbones e lo interrogano, chiedendo chi fosse il mandante; il criminale dice di non ricordare nulla, e l'udito di Murdock conferma che è vero, quindi il mandante ha in qualche modo parzialmente cancellato la sua memoria.
Logan allora si reca nella stanza dove è contenuto il corpo di Steve Rogers, e, con enorme rammarico, constata che si tratta proprio del cadavere del celebre eroe. L'incantesimo di Strange a questo punto finisce il suo effetto, e Iron Man lo trova sul posto. Wolverine gli dice che andrà a riferire ai Nuovi Vendicatori della morte della Sentinella della Libertà, e che se dovesse scoprire che lui ha a che fare con l'omicidio del Capitano, sarebbe tornato per ucciderlo.

### Capitolo II: Rabbia
La storia è narrata da due punti di vista: quello dei Nuovi Vendicatori e dei Potenti Vendicatori.
I primi si danno appuntamento per una partita a poker, a cui è stato invitato anche la Cosa, mentre i secondi vanno in missione per combattere lo Squalo Tigre che ha preso il controllo di un mostro marino. Entrambi i team sono molto nervosi, a causa del lutto che li ha colpiti: mentre la squadra capitanata da Iron Man scarica la tensione sul criminale e sul suo mostro, l'Uomo Ragno e Wolverine cominciano ad azzuffarsi tra di loro, perché Peter non riesce ad accettare la notizia riferitagli da Logan. Saranno Sub-Mariner e la Cosa a fare tornare in sé i due gruppi (rispettivamente i Potenti e i Nuovi) dicendo che tutta la rabbia e la violenza di cui son capaci non potranno mai cancellare il fatto che il mondo ha perso uno dei suoi più grandi paladini e loro un caro amico. Amareggiato, l'Uomo Ragno decide di abbandonare la partita e di restare da solo.

### Capitolo III: Patteggiamento
Clint Barton, alias Occhio di Falco, contatta Iron Man tra le rovine della loro ex base, per avere informazioni sulla morte di Capitan America. Tony, dopo averlo stordito, lo porta con sé ai laboratori dello S.H.I.E.L.D., in modo da potergli fare alcuni esami allo scopo di accertarne l'autenticità; dopo essersi assicurato che quello di fronte è proprio il suo vecchio amico, Tony consegna a Clint lo scudo di Cap, per provare qualche lancio. Clint capisce che Tony vuole proporgli di sostituire Steve Rogers nel ruolo di Capitan America, e, inizialmente riluttante, decide di indossare il costume.
Nel frattempo, due dei Giovani Vendicatori, Patriot e Kate Bishop, stanno dando la caccia a un piromane di nome Firebrand. Clint scopre, sconvolto, che la Kate, che possiede un arco, si fa chiamare Occhio di Falco. I due ragazzi riescono a sfuggire ad Iron Man, grazie ad una freccia speciale scoccata da Kate (donatale da T'Challa, la Pantera Nera) che manda in tilt l'armatura di Stark, ma vengono fermati dall'arrivo di "Capitan America" che blocca loro la via di fuga col suo scudo. Kate, non sapendo che sotto la maschera del Capitano si cela Clint Barton, gli dice che, pur assomigliandogli, non ha il diritto di indossare il costume di Cap per combattere la causa per la quale egli è morto, in quanto questo non rende onore a Steve Rogers. Quando Clint le domanda allora per quale motivo lei si fa chiamare "Occhio di Falco", Kate gli risponde che fu proprio Capitan America ad assegnarle quel nome in codice. In quel momento sopraggiunge Iron Man, deciso ad arrestare i due fuorilegge, ma Clint, colpito dalle parole di Kate, decide di far scappare i ragazzi e di restituire maschera e scudo a Tony, poi lo accusa di essere un abile manipolatore, in quanto riesce a giocare con le emozioni degli altri, ma non riuscirà in nessun modo a placare il senso di vuoto provocato dalla prematura scomparsa di Cap. Ciò detto, Clint abbandona Tony in mezzo alla strada, sotto una fredda pioggia battente.

### Capitolo IV: Depressione
L'Uomo Ragno si reca nel cimitero in cui è sepolto suo zio Ben Parker: la morte di Steve Rogers ha in qualche modo ricordato a Peter quel dolore, e lo ha fatto cadere in uno stato di depressione acuta. Proprio in quel momento, nello stesso cimitero, fa la sua apparizione Rhino, un suo abituale avversario. Spidey lo attacca, furioso per il pessimo momento scelto dal criminale, ma presto s'accorge che questi era venuto al cimitero per fare visita alla madre, sepolta lì vicino. Durante la rissa, Parker ricorda uno dei primissimi incontri tra lui e Cap, dove i due affrontarono l'incredibile Hulk e l'intervento del Capitano impedì al Golia Verde di uccidere il Tessiragnatele. Peter si rende conto che da oggi in poi non potrà più contare sull'aiuto di Cap, e il pensiero che una leggenda come Cap possa venire uccisa fa sentire il "semplice" Parker piccolo e fragile.
Sconfitto Rhino, Peter si accorge che Wolverine lo ha seguito per assicurarsi che stesse bene e per riappacificarsi del litigio precedente. L'Uomo Ragno s'allontana nuovamente, questa volta recandosi sul ponte di Brooklyn, dove anni fa morì Gwen Stacy, altra persona che gli stava a cuore. Logan lo raggiunge, cercando di dargli conforto: lui, che nella sua lunga vita ha perso parecchie persone care, sa meglio di chiunque altro quello che sta attraversando. Il dolore per la morte di una persona cara non passerà mai, spiega, ma col tempo ci si fa l'abitudine e, un giorno, farà meno male.

### Capitolo V: Accettazione
Arriva il giorno del funerale di Capitan America, al cimitero di Arlington in Virginia, dove sono presenti centinaia di persone per dare l'estremo saluto al celebre eroe, ma sono assenti i Nuovi Vendicatori (l'ultimo team guidato da Cap), i quali, a causa dell'atto di registrazione, che avrebbe trasformato il funerale di Steve nell'ennesima trappola nei loro confronti, hanno deciso di guardare la funzione in diretta televisiva. A tenere il discorso per il pubblico avrebbe dovuto essere Tony Stark, ma davanti al microfono questi scoppia in lacrime, non riuscendo a dire neppure una parola se non "Non doveva finire così...". Arriva allora Sam Wilson, alias Falcon, a sostituirlo, e racconta a tutti di come i due amici si erano conosciuti e di come Steve fu d'ispirazione per tutte le generazioni di eroi con i quali ha combattuto, dalla seconda guerra mondiale a oggi.
Qualche ora dopo atterra al Polo Nord un quinjet dei Potenti Vendicatori, con a bordo tre dei Vendicatori originali (Iron Man, Wasp e Hank Pym) che portano con sé una bara contenente il vero corpo di Steve Rogers, che verrà immerso nelle fredde acque del Mar Glaciale Artico, proprio dove, parecchi anni prima, venne ritrovato da loro. Tony dà il suo personale addio a Steve, commuovendo Janet e Hank.
Dall'oceano intanto emerge Namor il Sub-Mariner, invitato dallo stesso Tony; sarà lui, il suo più vecchio alleato, colui che lo liberò dai ghiacci anni prima, a immergere il corpo nelle profondità oceaniche e a vegliare sul suo sonno.